# Walls (Kings of Leon)
Walls (stilizzato in WALLS, acronimo di We Are Like Love Songs) è il settimo album in studio del gruppo rock statunitense Kings of Leon, pubblicato nel 2016.

## Tracce
1. Waste a Moment – 3:03
2. Reverend – 3:54
3. Around the World – 3:34
4. Find Me – 4:05
5. Over – 6:10
6. Muchacho – 3:09
7. Conversation Piece – 4:59
8. Eyes on You – 4:40
9. Wild – 3:39
10. WALLS – 5:29

## Formazione
Gruppo
- Caleb Followill – voce, cori, chitarra, percussioni
- Matthew Followill – chitarra, cori, percussioni
- Jared Followill – basso, cori, percussioni
- Nathan Followill – batteria, percussioni, cori

Altri musicisti
- Liam O'Neil – cori, clavinet, mellotron, minimoog, percussioni, piano, sintetizzatore, Wurlitzer